# Luché-Thouarsais
Luché-Thouarsais är en kommun i departementet Deux-Sèvres i regionen Nouvelle-Aquitaine i västra Frankrike. Kommunen ligger i kantonen Saint-Varent som tillhör arrondissementet Bressuire. År 2022 hade Luché-Thouarsais 533 invånare.

## Befolkningsutveckling
Antalet invånare i kommunen Luché-Thouarsais
| Referens: INSEE |